# Staatliche Bevormundung
Als staatliche Bevormundung wird bezeichnet, wenn ein Staat mit Verboten bzw. Pflichten, Sanktionen oder sonstigen Erschwernissen das Verhalten seiner Bürger beeinflusst und dabei das Recht mündiger Bürger auf freie Willensentscheidung in unangemessener Weise einschränkt. Der Begriff lehnt sich an die individuelle Vormundschaft an.
Oft geht mit diesen Maßnahmen eine intensive Kontrolltätigkeit des Staates einher. Dabei versuchen staatliche Institutionen, die oben genannten Maßnahmen durchzusetzen oder aufrechtzuerhalten, obwohl sich Betroffene aktiv und passiv dagegen wehren.
Im englischen Sprachraum hat sich der Begriff Nanny State (wörtlich: „Kindermädchen-Staat“, vgl. auch Paternalismus) etabliert. Im Deutschen überschneidet sich der selten verwendete Begriff Vormundschaftsstaat mit den Begriffen überfürsorglicher Staat und Kontrollstaat.

## Themenfelder
- Verbote, die im Wesentlichen nur den privaten Lebensbereich betreffen, z. B. Gesetze zur Homosexualität
- Übertriebene bürokratische Anforderungen bei staatlichen Verfahren (Schikane)
- bestimmte Lenkungssteuern, die Verhaltensänderungen der Besteuerten bezwecken, nach staatlicher Auffassung zu deren eigenen Besten, z. B. Zuckersteuer
- Erhebung von Informationen, z. B. Frage nach der sexuellen Orientierung bei der Musterung, Zensus
- Gebote oder Verbote, die als unverhältnismäßig oder ungewöhnlich empfunden werden, z. B. Plastiktütenverbot
- Staatlicher Protektionismus, Dirigismus und starke Marktregulierung, z. B. Rabattgesetz, Buchpreisbindung

Die Einordnung einzelner Maßnahmen als staatliche Bevormundung ist nicht definitiv. So könnte man z. B. die Helmpflicht bei Motorradfahrern als gerechtfertigt ansehen, da Unfälle unbehelmter Motorradfahrer oftmals mit Verletzungen mit hohen und ggf. dauerhaften Kosten für die Gemeinschaft einhergehen, eine Helmpflicht bei Fahrradfahrern aufgrund des geringeren Verletzungsrisikos aber abgelehnt wird.

## Hintergrund des BegriffesNanny State

### Vereinigte Staaten und Vereinigtes Königreich
Die Verwendung des Begriffes Nanny State im englischen Sprachraum variiert je nach politischem Zusammenhang. Allgemein ist damit eine Politik gemeint, in der der Staat exzessiv seinen Wunsch zu beschützen (Vormundschaft), zu regieren oder bestimmte Teile der Gesellschaft zu kontrollieren verfolgt. Welche Aspekte als bevormundet bezeichnet werden, hängt vom Gebrauch oder dem Standpunkt der jeweils Betroffenen ab. Der Begriff kann sich beziehen auf:
- die nationale, wirtschaftliche und soziale Politik (Marktregulierung, Dirigismus, Staatsintervention), die bestimmte, oft große, Unternehmen oder Unternehmensbereiche oder Menschengruppen begünstigt
- die internationale Handelspolitik, die heimische Industrieunternehmen begünstigt (Protektionismus), vor allem indem der Staat sie vor ausländischer Konkurrenz schützt. Infolge zahlreicher multilateraler Liberalisierungsabkommen (z. B. das Allgemeine Zoll- und Handelsabkommen (GATT)) haben die meisten Staaten heute nur noch eingeschränkte Möglichkeiten hierzu.
- Gesundheits- und Sozialfürsorge
- freie Niederlassung von Migranten

In den USA sprechen sich politisch konservative oder wirtschaftlich liberale Gruppen, vor allem paläokonservative Bewegungen, die den freien Markt oder den Kapitalismus befürworten, gegen exzessive Aktionen durch den Staat aus, die darauf zielen, Bürger vor den Folgen eigener Handlungen zu schützen, indem sie die Handlungsmöglichkeiten der Bürger einschränken. Umgekehrt treten Bürgerrechtsorganisationen für mehr Bürgerrechte ein. Als ein typisches Beispiel gilt die National Rifle Association in den USA. Diese kämpft für ein weitgehendes Waffenbesitzrecht als Bürgerrecht und bezeichnet sich als die älteste Bürgerrechtsorganisation der Vereinigten Staaten. Andererseits setzten konservative Gruppen in vielen US-Bundesstaaten ein Verbot nicht medizinisch indizierter Schwangerschaftsabbrüche politisch durch.
Den englischen Begriff Nanny State (Kindermädchen-Staat) verwenden US-amerikanische Liberale und Ultraliberale, um den Staat als übermäßig beschützend gegenüber Unternehmen und dem Unternehmertum zu bezeichnen. Er handele damit „zum Schaden des Allgemeinwohls und des Konsumenten“. Diesen Wortgebrauch findet man auch im internationalen Zusammenhang, wo als öffentliches Wohl das Wohlergehen von Menschen generell verstanden wird und wo der Staat heimische gegenüber ausländischen Unternehmen in übertriebenem Maße beschütze.
Der englische Ausdruck Nanny State wurde vom konservativen britischen Abgeordneten Iain Macleod mitgeprägt. In seiner Kolumne Quoodle des The Spectator, Ausgabe vom 31. Dezember 1965, formulierte er: „[…] what I like to call the nanny state […]“ („[…] was ich als Nanny-State bezeichnen möchte […]“).
Der als Kritiker der Außenpolitik der Vereinigten Staaten bekannte Noam Chomsky verwendet regelmäßig den Ausdrucks Nanny State, um damit auf die Protektionismuspolitik der USA hinzuweisen.

### Singapur
Bekannt als Vormundschaftsstaat ist der Stadtstaat Singapur. Er ist geprägt durch eine große Zahl an staatlichen Vorschriften und Restriktionen, die das Leben der Bürger einschränken. Ehemaliger Premierminister und damaliger Senior Minister Lee Kuan Yew, der Architekt des modernen Singapur, sagte: „If Singapore is a nanny state, then I am proud to have fostered one.“ („Wenn Singapur ein Nanny-State ist, dann bin ich stolz darauf, einen solchen protegiert zu haben.“) Häufig genannt wird die Restriktion, dass es bei hoher Strafe verboten ist, Kaugummi nach Gebrauch auf den Boden statt in einen Mülleimer zu werfen. Wer dagegen verstößt, riskiert jahrelange Freiheitsstrafen. Von 1992 bis 2004 war der Verkauf von Kaugummi in Singapur vollständig verboten. Seitdem dürfen Apotheken Kaugummi an registrierte Käufer verkaufen.

## Varianten des Begriffes
Politische Beschlüsse wie das Verbot von Drogenmissbrauch, zum Mindestalter für den Konsum von Alkohol und Tabak (insbesondere wenn diese auch für den Privatbereich gelten), die Helmpflicht oder hohe Steuern auf Junkfood werden gelegentlich als Handlungen eines Vormundschaftsstaates angesehen. Solche Handlungen ergeben sich aus der Überzeugung, der Staat bzw. eine seiner Gebietskörperschaften habe die Pflicht, die Bürger vor ihren schädlichen Verhaltensweisen zu beschützen, und der Staat wisse besser als seine Bürger, was selbstschädigendes Verhalten sei.
Auch der Schutz vor dem schädigenden Verhalten anderer, wie beispielsweise das Rauchverbot in der Öffentlichkeit oder die Waffenpolitik, werden zum Teil als Bevormundung aufgefasst, ebenso politische Korrektheit oder Zensur.
Vormundschaftsstaaten neigen zu Entscheidungen, die eine Risikoeindämmung in Bereichen wie Gesundheit und Sicherheitsfragen bewirken. Die EU wurde zum Beispiel kritisiert, als sie im Juni 2007 Quecksilber in Barometern verbot.
Die britische Labour-Politikerin Margaret Hodge ist eine der bekanntesten Verfechterinnen des Vormundschaftsstaates. In einer Rede am American Enterprise Institute am 26. November 2004 sagte sie: „Some may call it the nanny state, but I call it a force for good“ („Manche mögen es einen Nanny-Staat nennen, aber ich nenne es eine Macht des Guten“).

## Individuelle Wahrnehmung
Je nach Auswirkung auf die Betroffenen wird staatliche Bevormundung negativ (Beschneidung persönlicher Freiheiten) oder positiv (Schutz durch staatliche Fürsorge) empfunden. Dementsprechend kontrovers diskutierte Themenbereiche waren oder sind beispielsweise:
- Eingriffe in die Berufsfreiheit – So wurde heftig kritisiert, dass die Bundesregierung im Verlauf des Glykolwein-Skandals eine Liste der betroffenen Weine und Abfüller veröffentlichte. Dies führte sogar zu Klagen vor dem Bundesverfassungsgericht, dessen „Urteil im Sinne von Markttransparenz und vorsorgendem Verbraucherschutz“ von den Verbraucherzentralen ausdrücklich begrüßt wurde.[4]
- Liberales oder sozialistisches Staatsmodell – Ersteres minimalisiert den Einfluss des Staates auf das Individuum und gewährt größtmögliche Freiheiten, letzteres sieht den Staat dafür verantwortlich, die Bürger gegen wesentliche Risiken des Lebens zu schützen und soziale Ungleichheiten zu beseitigen.[5]
- Rauchverbote und Nichtraucherschutz – Auch hier werden Gesetze, die das Rauchen regulieren, je nach persönlichem Bezug abgelehnt oder begrüßt; siehe dazu Gesellschaftliche Akzeptanz von Rauchverboten.

## Nanny State Index
Der Nanny State Index ist eine seit 2017 alle zwei Jahre vom Institute of Economic Affairs herausgegebene Auflistung aller EU-Mitgliedstaaten, in der diese anhand von 35 Kriterien nach ihrem Grad der staatlichen Bevormundung gelistet werden. In der neuesten Ausgabe von 2025 belegt Deutschland, wie auch 2023, 2021 und 2019, den letzten Platz mit den wenigsten und lockersten staatlichen Eingriffen, Vorschriften, Verboten und Regulierungen. In der ersten Ausgabe 2017 belegte Deutschland den vorletzten Platz.
Dieses Ergebnis stieß teilweise auf Kritik unter Gesundheitsforschern. Luise Molling der europäischen Verbraucherschutzorganisation Foodwatch behauptete vor dem Hintergrund des Reports: „Deutschland [hinkt] in der internationalen Entwicklung im Gesundheitsschutz meilenweit hinterher“.
Der Leiter der Abteilung Prävention des AOK-Bundesverbandes, Kai Kolpatzik, meinte: „Deutschland [...] gleicht in vielen Bereichen sinnvoller staatlicher Krankheitsprävention einem Entwicklungsland.“
Laut dem Vorstand der Verbraucherzentrale Bundesverband, Klaus Müller, habe „Deutschland [...] noch einiges nachzuholen“. Dass Deutschland beim Nanny State Index auf dem letzten Platz gelandet ist, sei kein Anlass zur Freude.